# Любимка (деревня)
Любимка — деревня в Осташковском городском округе Тверской области.

## География
Находится в западной части Тверской области на расстоянии приблизительно 8 км на юго-запад по прямой от города Осташков на берегу озера Селигер.

## История
Деревня была показана ещё на карте Менде (состояние местности на 1848 год). В 1859 году здесь (деревня Осташковского уезда) было учтено 3 двора, в 1939 — 15. До 2017 года входила в Хитинское сельское поселение Осташковского района до их упразднения. В деревне расположена база отдыха.

## Население
Численность населения: 25 человек (1859 год), 5 (русские 100 %) в 2002 году, 1 в 2010.